# Теодард Маастрихтский
Теодард Маастрихтский (фр. Théodard de Maastricht; около 620—668/670) — епископ Маастрихта (662—668/670). Святой, священномученик, почитаемый Римско-католической церковью (день памяти — 10 сентября).
Святой Теодард был учеником святого Ремакля в монастыре в Ставло (современная Бельгия). Он стал настоятелем этого монастыря после своего учителя в 635 году. В 662 году святой Теодард был поставлен епископом в Маастрихте (современные Нидерланды).

## Биография

### Происхождение и служение
По преданию, Теодард был учеником святого Ремакля, основателя и настоятеля монастырей Ставло и Мальмеди, а также епископа Маастрихтского. Предполагается, что в этих двух монастырях Теодард был заместителем Ремакля до тех пор, пока тот окончательно не ушел на покой около 660 года в Ставло, распорядившись назначить Теодарда епископом Маастрихтским .
Теодард воспитал святого Ламберта, графского сына, который, вероятно, был его племянником или по крайней мере состоял с ним в родстве.

### Епископ и мученик
Когда епископ Теодард хотел пожаловаться королю Хильдерику II на притеснения и разграбление его епархии франкскими дворянами, в пути он был убит язычниками в лесу Биенвальд южнее Шпайера, согласно устойчивому преданию, близ Рюльцхайма. Предполагают, что убийство было совершено по приказу тех дворян, на которых епископ хотел пожаловаться государю. Тело верховного пастыря сперва было погребено на месте преступления, а затем перевезено в Льеж святым Ламбертом, его учеником и преемником. Уже со времени убийства Теодард почитался как мученик и святой. После смерти и первого погребения под Рюльцхаймом была сооружена часовня, называемая Дитерскирхель. Это место стало центром паломничества, посещаемым по сей день, и является одной из старейших святынь в епархии Шпайер.
Датой смерти согласно старейшим источникам считается 10 сентября, в этот день также отмечается литургический праздник и день почитания святого. Ранее предполагалось, что годом смерти является 668 г. или 669 г., но в настоящее время считается, что это произошло не ранее 670 года и не позднее 672, потому что в 669/70 гг. король Хильдерик II поручил епископу Теодарду измерить леса, пожертвованные монастырям Мальмеди и Ставло.

## Преемник
Сановники при дворе короля Хильдерика II предложили в качестве преемника Теодарда на епископском престоле в Маастрихте Ламберта. Позднее он также был убит.

## Мощи

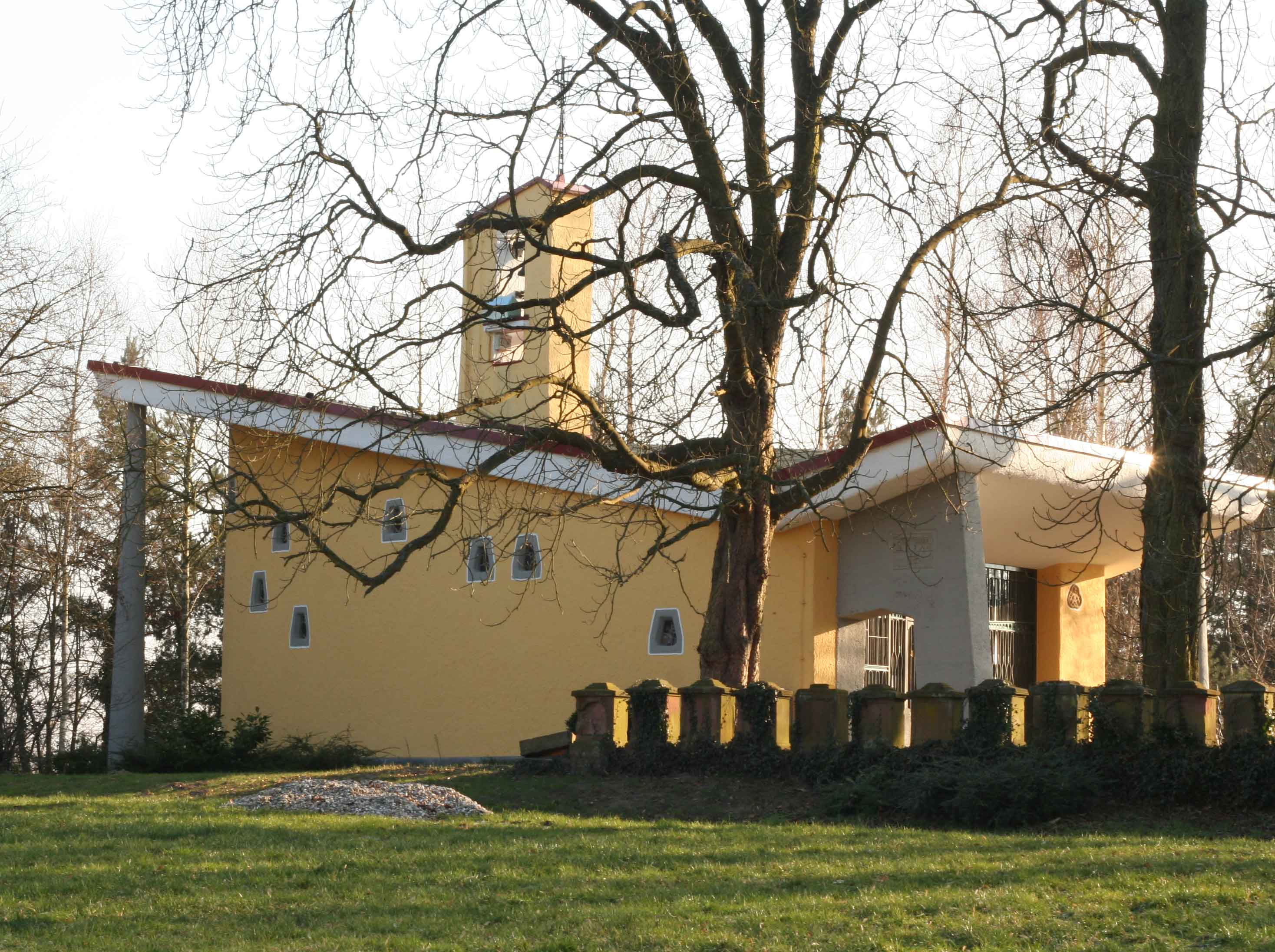
Вновь отстроенный Дитерскирхель близ Рюльцхайма, святыня святого Теодарда в Шпайерской епархии, на месте убийства святого.

Епископ Ламберт лично забрал бренные останки своего предшественника и покровителя Теодарда из Шпайера и захоронил их в часовне своего имения, которое позднее стало территорией Льежа. Там он позднее и сам был убит, а его преемник св. Губерт построил в его честь церковь, в которую было перенесено его тело. После этого епископ Губерт наконец перенес епископский престол Маастрихта, и Льеж превратился в столицу. В льежской церкви святого Ламберта также находится гробница святого Теодарда. В 722 г. кости умершей в 705 г. и причисленной к лику святых монахини Мадельберты (также называемой Амальберта) были перенесены в Льеж и похоронены в «святыне (часовне-усыпальнице) святого Теодарда». Точно известно, что Мадельберта была знакома со святым Теодардом, возможно, они состояли в родстве.
Мощи Теодарда были собраны в 1489 году. За исключением нескольких фрагментов, они были уничтожены во время Французской революции, сохранившиеся фрагменты до сих пор находятся в сокровищнице Льежского собора. Когда в 1957 году недалеко от Рюльцхайма был восстановлен «Дитерскирхель», разрушенный в XIX веке, он также получил мощи святого Теодарда, которые там вновь почитаются.
В епархии Шпейера есть день памяти св. Теодарда с особой литургией в епархиальном календаре.